# Carcellia pollinosa
Carcellia pollinosa là một loài ruồi trong họ Tachinidae.